# Reticulòcit

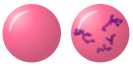
Reticulòcits, el de la dreta tenyit amb blau de metilè

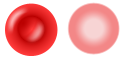
Glòbuls vermells

Els reticulòcits són glòbuls vermells immadurs, componen aproximadament el 0,5-1,5% dels glòbuls vermells. Els reticulòcits es desenvolupen i maduren a la medul·la òssia vermella i circulen al voltant d'un dia en el torrent sanguini abans de convertir-se en glòbuls vermells madurs. Igual que els glòbuls vermells madurs, els reticulòcits no tenen un nucli cel·lular. Se'ls anomena reticulòcits a causa d'un xarxa reticular (similar a una malla) d'ARN ribosomal que es fa visible sota el microscopi amb algunes tincions com el blau de metilè nou.
En medicina, la seva determinació s'utilitza en el diagnòstic de les anèmies.